# J. L. 아크릴
존 로이드 아크릴(John Lloyd Ackrill FBA, 1921년 12월 30일 - 2007년 11월 30일)은 영국의 철학자이자 고전학자로 고대 그리스 철학, 특히 플라톤과 아리스토텔레스 철학을 전공하였다. 아크릴은 그레고리 블라스토스와 G. E. L. 오웬과 함께 "영미권 철학자 가운데 20세기 후반기 고대 그리스 철학에 대한 관심을 모은 가장 중요한 인물들"로 평가받는다.

## 생애
아크릴은 버크셔 레딩에서 프레더릭 윌리엄 아크릴과 제시 앤 아크릴의 아들로 태어났다. 아크릴은 고향에서 레딩 스쿨을 다녔다.
1940년 아크릴은 옥스퍼드 대학교 세인트 존스 칼리지에 고전학도로서 입학하였으며, 폴 그라이스와 존 매버트가 그에게 철학을 가르쳤다. 다음 해 아크릴은 전쟁으로 인해 왕립 버크셔 연대 참모부에 입대하여 대위 계급을 달았다. 아크릴은 1945년 옥스퍼드 대학교로 복학하여 "리타라이 후마니오레"를 전공, 1948년 졸업했다. 이후 아크릴은 글래스고 대학교에서 논리학 강사(assistant lecturer)를 맡으며 강의를 하다가, 1949년 옥스퍼드 대학교 고대철학 조교수(lecturer)로 임용되었다. 2년 간 연구를 위해 떠나는 것을 허가받은 아크릴은 1950년부터 1951년까지 고등연구소 방문 교수가 되었으며(이후 1961년부터 1962년까지 다시 방문교수를 맡는다), 이후 1953년 브레이스노즈 칼리지 교강사(tutorial fellow)로 임용되었다. 1966년 옥스퍼드 대학교는 교칙으로 철학사 교수직을 신설하였는데, 아크릴이 첫 철학사 교수로 임용되었다. 이후 아크릴은 1989년 퇴임할 때까지 브레이스노즈 칼리지 교강사직를 유지하면서 동시에 철학사 교수를 맡게 된다. 퇴임 이후 아크릴은 명예교수가 되었다. 1981년 아크릴은 영국 학회원으로 선출되었고, 1996년에는 세인트 존스 칼리지 명예 학회원으로 선출되었다.
아크릴은 1953년 마거릿 커와 결혼하여 4명의 자식을 가졌다.
존 로이드 아크릴은 2007년 11월 30일 옥스퍼드에서 사망하였다.

## 주요 저서

### 저서
- Essays on Plato and Aristotle (1997)
- Aristotle the Philosopher (1981)
  - 《철학자 아리스토텔레스》, 한석환 역, 서광사, (1992).
- Aristotle's Ethics (1983)

### 번역 및 주해
- Aristotle, A New Aristotle Reader (1988)
- Aristotle, Categories and De Interpretatione (1963)